# Oscar Filho
Oscar Filho, pseudonimo di Oscar Francisco de Moraes Junior (Atibaia, 22 agosto 1978), è un comico, attore e scrittore brasiliano.

## Biografia
Ritenuto uno dei precursori della stand-up comedy in Brasile, nel 2005 ha fondato il "Clube da Comédia Stand-Up" a San Paolo. Ha presentato in anteprima il suo monologo di stand-up Putz Grill... nel 2008, nel quale si è esibito per 11 anni, e lo ha pubblicato su un album nel 2022. Ha partecipato a numerosi programmi e documentari sulla stand-up comedy, sia per la televisione brasiliana che su Internet, e nel 2014 ha pubblicato il suo primo libro Autobiografia Não Autorizada con prefazione di Danilo Gentili, che è diventato il soggetto del suo secondo monologo di stand-up comedy dal titolo Alto - Biografia Não Autorizada nel 2020.
Ha esordito in TV nel 2008 con il programma CQC - Custe o Que Custar su Band, poi ha realizzato uno speciale per il canale Comedy Central, ha partecipato al reality survival show Desafio Celebridades su Discovery Channel e alle sitcom Aí Eu Vi Vantagem e Xilindró sul canale Multishow. Ha poi partecipato al programma Tá no Ar su TV Globo ed è apparso nella quarta stagione di Dancing Brasil su RecordTV e nella serie di documentari Era Uma Vez Uma História su Band. Come conduttore ha presentato Programa da Maisa su SBT e su FOX.
Nel 2022 ha terminato le riprese del film Escola de Quebrada prodotto da Paramount+ e KondZilla e della serie Marcelo Marmelo Martelo, sempre prodotta da Paramount+. Ha preso parte al film Rir pra não Chorar di Cibele Amaral e ha lanciato una linea di vini chiamata "Putos", che comprende rossi, bianchi e rosati.